# Narcissia ahearnae
Narcissia ahearnae är en sjöstjärneart som beskrevs av Pawson 2007. Narcissia ahearnae ingår i släktet Narcissia och familjen Ophidiasteridae. Inga underarter finns listade i Catalogue of Life.